# Tossapohn Khamengkij
Tossapohn Khamengkij (* 5. November 1985) ist ein thailändischer Fußballspieler.

## Karriere

### Verein
Tossapohn Khamengkij stand von 2014 bis Mitte 2017 beim Sisaket FC unter Vertrag. Wo er vorher gespielt hat, ist unbekannt. Der Verein aus Sisaket spielte in der ersten Liga des Landes, der Thai Premier League. 2015 stand er mit dem Verein im Finale des Thai League Cup. Das Endspiel verlor man gegen Buriram United mit 1:0. Für Sisaket absolvierte er 57 Erstligaspiele. Ende 2017 musste er mit Sisaket in die zweite Liga absteigen. Nach dem Abstieg verließ er Sisaket und schloss sich dem Samut Sakhon FC an. Mit dem Verein aus Samut Sakhon spielte er in der zweiten Liga. 
Seit dem 1. Januar 2019 ist Tossapohn Khamengkij vertrags- und vereinslos.

## Erfolge
Sisaket FC
- Thai League Cup: 2015 (Finalist)